# (51829) Williemccool
(51829) Williemccool, provisoirement dénommé 2001 OD41, est un astéroïde de la famille de Vesta présent dans l'intérieur de la ceinture principale, ayant approximativement 2 km de diamètre. L'astéroïde a été découvert le 21 juillet 2001, par des astronomes du programme Near-Earth Asteroid Tracking à l'observatoire Palomar en Californie.
L’astéroïde a été nommé en mémoire du pilote William C. McCool, qui est mort dans l'Accident de la navette spatiale Columbia.  

## Orbite et classification
Williemccool est un membre de la famille de Vesta (401). Les astéroïdes de cette famille ont une composition qui s'apparente à un cumul d'eucrites, il est dit que ces eucrites sont issus des profondeurs de la croûte de (4) Vesta, probablement du cratère Rheasilvia, ce dernier formé à la suite d'une collision subcatastrophique. Vesta est le deuxième corps le plus massif de la ceinture d’astéroïde, après Cérès,.
Willemccool tourne autour du Soleil dans la ceinture d'astéroïde, à 2,2-2,4 unités astronomiques de l'étoile en 3 ans et 5 mois (~1256 jours). Son orbite a une inclinaison de 8° par rapport à l'écliptique et une excentricité de 0,05. 

## Postérité
Les astéroïdes numérotés 51823 à 51829 ont été baptisés en hommage aux sept astronautes morts dans la désintégration de la Navette spatiale Columbia, le 1er février 2003.
- 51823 - Rick D. Husband, Commandant
- 51824 - Michael P. Anderson
- 51825 - David Brown
- 51826 - Kalpana Chawla
- 51827 - Laurel Clark
- 51828 - Ilan Ramon
- 51829 - William McCool, pilote